# Bitwa o Kielce
Bitwa o Kielce – starcie zbrojne mające miejsce w dniach 12–16 stycznia 1945 między oddziałami Armii Czerwonej a wojskami niemieckimi, skutkujące zdobyciem Kielc i zakończeniem okupacji III Rzeszy na Kielecczyźnie.

## Przebieg działań bojowych
Ofensywa styczniowa Armii Czerwonej, która ruszyła 12 stycznia 1945, spowodowała, że wojska Armii Czerwonej przełamały obronę niemiecką na całej linii frontu na przyczółku baranowsko-sandomierskim i w walkach dotarły na przedpola Kielc. Miasto zostało dobrze przygotowane do solidnej obrony i długotrwałego oporu. Reżim III Rzeszy do obrony postanowił wykorzystać wojska 4 Armii Pancernej. W dalszej kolejności w walkach w mieście uczestniczyły pododdziały wycofujące się z frontu nad Wisłą. Były wśród nich m.in. resztki 72, 168, 291 i 342 Dywizji Piechoty.
Dowództwo wojsk radzieckich zaplanowało użyć do zdobycia miasta jednostek 3 Gwardyjskiej Armii dowodzonej przez gen. Wasyla Gordowa, 13 Armii dowodzonej przez gen. Mikołaja Puchowa i 4 Armii Pancernej dowodzonej przez gen. Dymitra Leluszenkę oraz samodzielnego 25 Korpusu Pancernego dowodzonego przez gen. Jewgienija Fominycha.
Po sukcesie radzieckiej ofensywy, Niemcy wyprowadzili silny kontratak. Doprowadził on do bitwy pancernej na przedpolach Kielc. Główne walki toczyły się na południe od miasta, w rejonie Morawicy. Zakończyły się jednak dla Niemców porażką, m.in. dla wykonującego kontratak XXIV Korpusu Pancernego z 4 Armii Pancernej. Decydujący szturm na miasto miał miejsce rankiem 15 stycznia 1945. Niemiecki garnizon wzięty w kleszcze, został rozbity. W czasie walk w samym mieście poległo 248 żołnierzy Armii Czerwonej. W walkę zaangażowana została także 2 Armia Lotnicza dowodzona przez gen. Stiepana Krasowskiego. Walki o Kielce zakończyła likwidacją niedobitków niemieckich które schroniły się w okolicznych lasach. Pomimo poniesienia przez Niemców dużych strat w bitwie o Kielce XXIV Korpus Pancerny przyczynił się do utworzenia tzw.wędrującego kotła, dzięki któremu ocalało część jednostek niemieckich. Tocząc walki w okrążeniu Niemcy przebijali się na zachód, docierając aż do Głogowa.
W czasie wymiany ognia między wojskami niemieckimi i radzieckimi życie straciło 129 cywilnych mieszkańców miasta. Spłonęło przy tym 57 domów. Poważnym uszkodzeniem uległo też około 10% zabudowy Kielc.

## Upamiętnienie
Po zakończeniu wojny wzniesiono pomnik wdzięczności bohaterom AR walczącym i poległym w walkach o Kielce. Dowodzący 6 Gwardyjską Dywizją Piechoty pułkownik Gieorgij Iwanow przez władze Kielc za wyróżnienie się w bojach przeciw armii niemieckiej w czasie bitwy o Kielce został uhonorowany odznaką Zasłużony dla Kielecczyzny.